# Digora
Digora (ros. Дигора, oset. Дигорæ) — miasto w Rosji, w położonej na północnym Kaukazie Republice Północnej Osetii-Alanii, ośrodek administracyjny rejonu digorskiego. 
Miasto liczy 11 398 mieszkańców (1 stycznia 2006), położone jest rzeką Ursdon (lewy dopływ Tereku), 49 km na północny zachód od Władykaukazu.

## Historia
Digora została założona w 1852 r. Prawa miejskie uzyskała w roku 1964.